# Dinodasys
Dinodasys is een geslacht van buikharigen uit de familie van de Turbanellidae. De wetenschappelijke naam van het geslacht soort werd voor het eerst geldig gepubliceerd in 1927 door Remane.

## Soorten
- Dinodasys delawarensis Hummon, 2008
- Dinodasys mirabilis Remane, 1927